# 71 Tauri
71 Tauri (71 Tau) è un sistema stellare, forse triplo, situato nella costellazione del Toro. La sua distanza è stimata sui 152 anni luce dal sistema solare.
È una stella variabile in rapida rotazione del tipo δ Scuti, appartenente all'ammasso aperto delle Iadi. Nel sistema è presente la seconda sorgente per intensità nei raggi X dell'ammasso.

## Osservazione

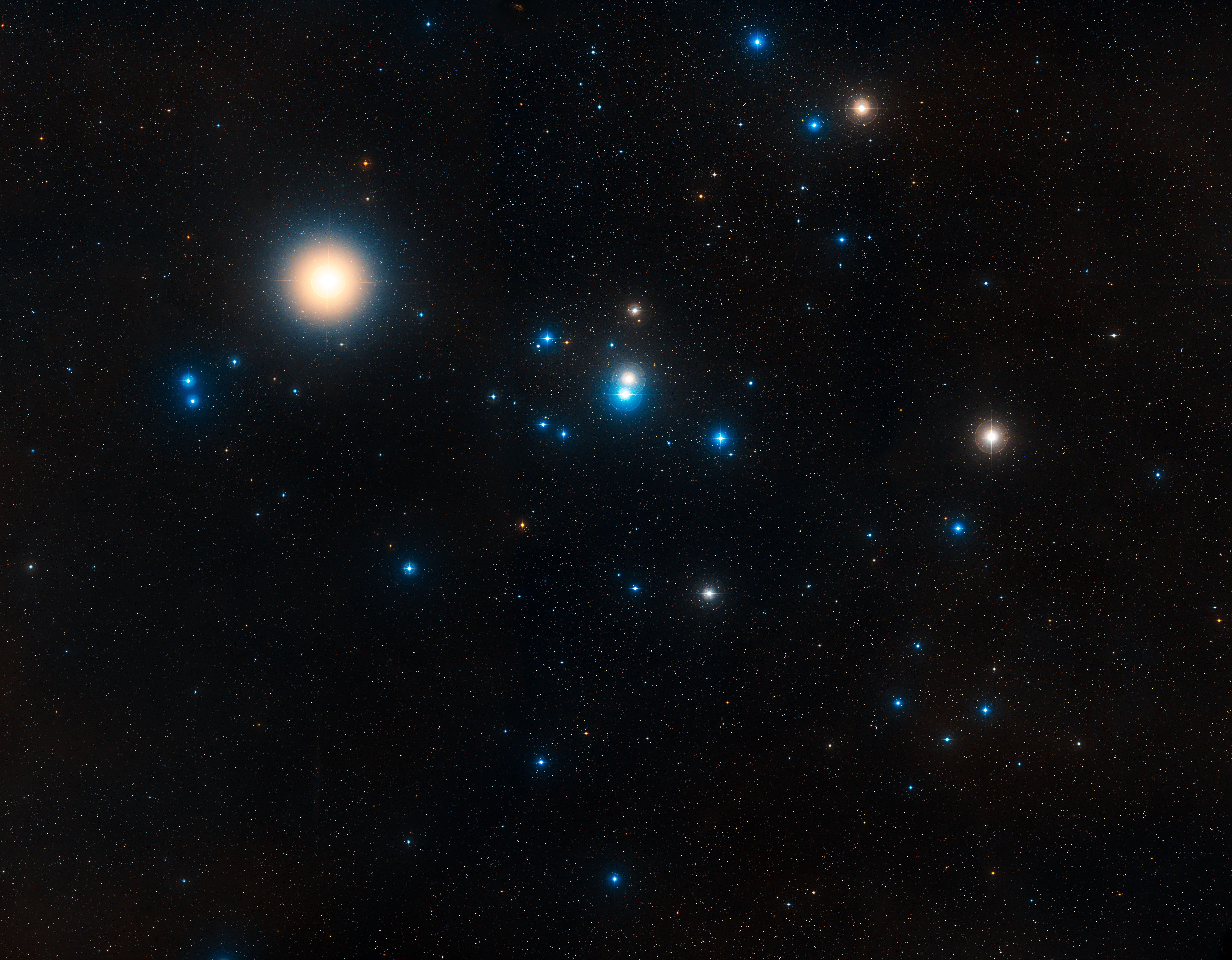
Aldebaran e l'ammasso delle Iadi. 71 Tauri compare a destra della doppia visuale composta da e.

71 Tauri è situata nell'emisfero boreale celeste; grazie alla sua posizione non fortemente boreale, può essere osservata dalla gran parte delle regioni della Terra, sebbene gli osservatori dell'emisfero nord siano più avvantaggiati. Nei pressi del circolo polare artico appare circumpolare, mentre resta sempre invisibile solo in prossimità dell'Antartide. Il periodo migliore per la sua osservazione nel cielo serale ricade nei mesi compresi fra fine ottobre e aprile; da entrambi gli emisferi il periodo di visibilità rimane indicativamente lo stesso, grazie alla posizione della stella non lontana dall'equatore celeste.
71 Tauri ha magnitudine pari a 4,5, per cui può essere scorta ad occhio nudo solo con un cielo sufficientemente libero dagli effetti dell'inquinamento luminoso. È una stella variabile, ma il fenomeno non è facilmente apprezzabile, essendo l'ampiezza delle variazioni pari a 0,02 magnitudini, con un periodo di 3,84 ore.
Nell'astronomia cinese, l'asterismo composto da Aldebaran e le brillanti stelle dell'ammasso delle Iadi è denominato 畢宿S, BìxiùP, lett. "retino", una delle Ventotto case. Secondo il sistema di numerazione cinese, 71 Tauri è indicata 畢宿七S, Bì Xiù qīP, lett. "la settima stella del Retino".

## Storia delle osservazioni
Sebbene 71 Tauri sia visibile ad occhio nudo e appartenga all'asterismo composto da Aldebaran e dalle Iadi, noto sin dall'Antichità, la sua posizione non compare nell'Almagesto, compilato da Tolomeo nel 150 circa. Autori greci differenti fornirono elenchi diversi per i personaggi mitologici da cui l'ammasso prese il nome, le Iadi, ma non è dato sapere se 71 Tauri vi fosse contata quando di stelle ne venivano elencate sette.
È invece noto che i Cinesi registrarono la posizione della stella, cui attribuirono un nome come componente della già citata Casa del Retino (畢宿S, BìxiùP). Il sistema tradizionale delle costellazioni cinesi giunse ad una stabilizzazione ed ultimazione durante la dinastia Han, tra il 206 a.C. e il 220 d.C., sebbene le testimonianze scritte giunte fino ai giorni nostri risalgano alla dinastia Tang (618-907).
Venendo all'età moderna, la stella fu catalogata per la prima volta da John Flamsteed, nella pubblicazione postuma del 1725, che diede origine a numerosi altri cataloghi delle stelle più luminose, incluso quello in cui, nel 1783, Jérôme Lalande introdusse il sistema di nomenclatura che oggi porta il nome di Flamsteed e in accordo alla quale la stella è indicata 71 Tauri. Né Tycho Brahe nel 1598, né Johann Bayer nel 1603 avevano catalogato la stella, pur avendo incluso nelle loro pubblicazioni oggetti meno luminosi.
Nel 1952, l'astronomo olandese Hendrik van Bueren identificò 71 Tauri come un membro dell'ammasso aperto delle Iadi, come confermato negli anni sessanta da William Foster Van Altena. La denominazione VB 141,  assegnata da van Bueren a 71 Tauri, sarà successivamente ripresa e risulterà ricorrente nella letteratura sulla stella, che nel 1979, fu identificata da Stephen Horan come una stella variabile del tipo δ Scuti, con un periodo di 3,84 ore.
Diversi astronomi tentarono inoltre di determinare se la stella potesse avere delle compagne. Il primo a suggerirlo fu Helmut Abt nel 1965, che la indicò come una binaria spettroscopica, per correggersi poi nel 1974, escludendo tale eventualità. Il 5 agosto 1980, le Iadi furono occultate dalla Luna e l'evento fu utilizzato per valutare le dimensioni angolari di alcune stelle e per determinare eventuali compagne. Nel caso di 71 Tauri, Deane Peterson e colleghi annunciarono la presenza di una seconda componente nel sistema, ma, anche in questo caso, la scoperta fu smentita l'anno seguente.
Osservazioni nei raggi X condotte negli anni ottanta con l'Osservatorio Einstein condussero ad identificare 71 Tauri come una delle principali sorgenti di raggi X nell'ammasso delle Iadi, seconda solo a V471 Tauri identificata nel 1992. La sua luminosità nei raggi X,  {\displaystyle L_{x}}, è stata stimata in 269,5×1028 erg/s. Osservazioni eseguite negli anni novanta con ROSAT permisero di acquisire ulteriori informazioni sul sistema, la cui conformazione tuttavia rimase enigmatica. L'emissione nei raggi X veniva prodotta non dalla stella principale, ma discostata da essa. Era quindi plausibile che nel sistema fosse presente almeno un'altra componente, da cui si originasse l'emissione, forse una nana rossa, che tuttavia non sarebbe stato possibile risolvere otticamente; la supposizione non avrebbe potuto trovare un rapido riscontro sperimentale. Tuttavia, l'emissione nei raggi X è sufficientemente intensa che la nana rossa dovrebbe essere molto più giovane dell'età stimata per il sistema, compatibile con quella dell'ammasso delle Iadi. Si è così giunti a dare nuovo credito alla scoperta di Deane Peterson e colleghi di una compagna di classe G (una nana gialla). Anche questa ipotesi, tuttavia, non sarebbe sufficiente a generare la totalità dell'emissione nei raggi X. È stato quindi ipotizzato che, attorno alla componente principale del sistema, orbitino una coppia di stelle in orbita stretta l'una con l'altra, di massa confrontabile ed entrambe di classe G, la somma delle cui emissioni nei raggi X giustificherebbero la potenza osservata.

## Sistema stellare
È stato suggerito che il sistema stellare si componga di tre stelle. La primaria, una nana bianco-gialla, è l'unica che è stata parzialmente caratterizzata; le due compagne, che non sono state risolte, potrebbero essere entrambe due stelle gialle di classe G5.

## Caratteristiche fisiche

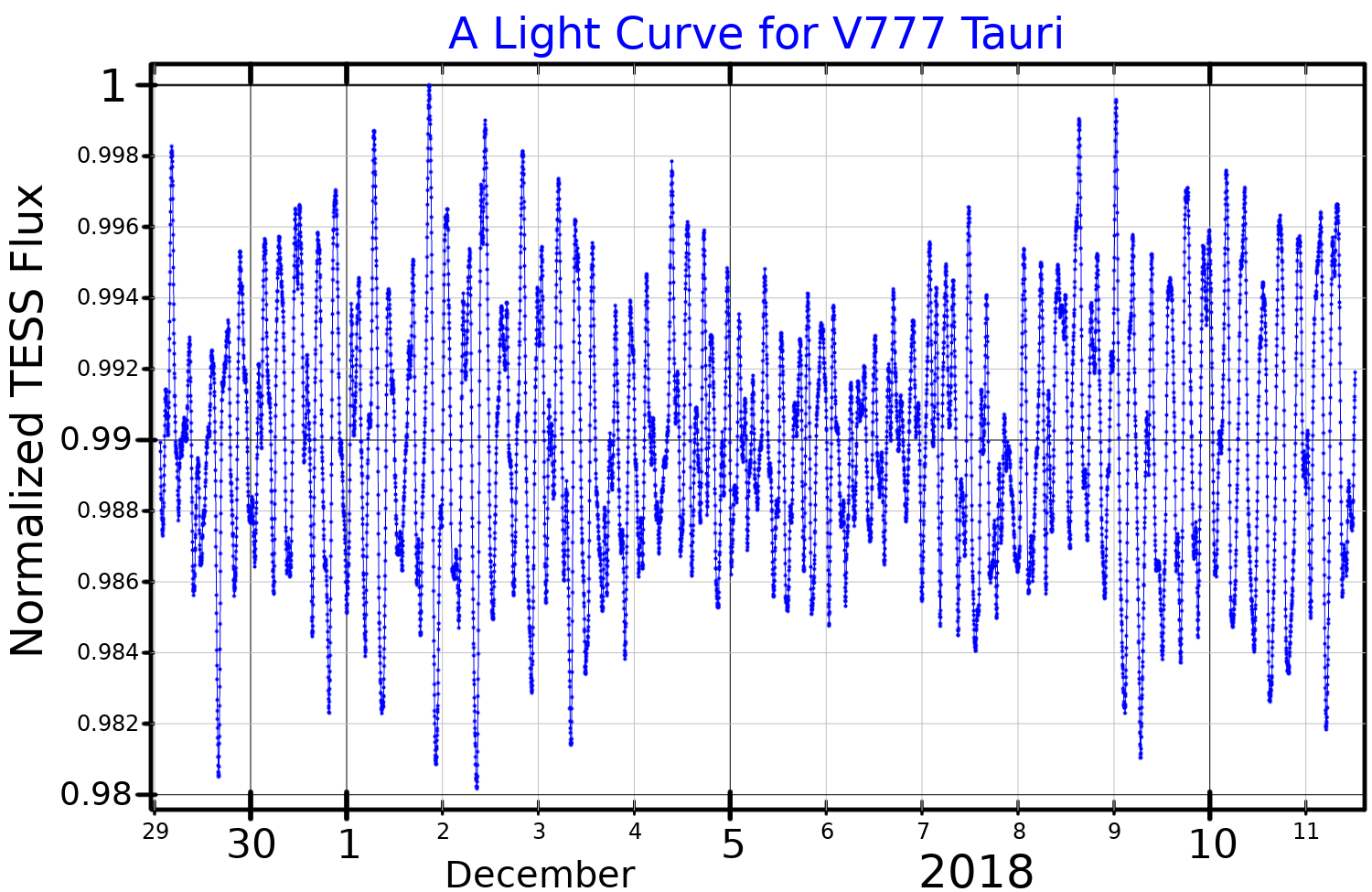
Curva di luce normalizzata di 71 Tauri.

71 Tauri è una nana bianco-gialla, classificata F0V. Ha una magnitudine assoluta pari a +1,10; la sua età è stata stimata in circa 966 milioni di anni. Ha un diametro pari a 3,34 quello solare e una massa  stimata in 1,94 M⊙. La sua fotosfera raggiunge i 7543 K. Il prodotto della velocità di rotazione della stella, {\displaystyle v}, per il seno dell'inclinazione, {\displaystyle i}, del suo asse di rotazione rispetto alla nostra linea di vista, è stato valutato in 192 km/s. Il suo periodo di rotazione è stato stimato in 14,2 giorni.
Con una parallasse determinata mediante Gaia in 21,3958±0,2511 milliarcosecondo, la distanza dal sistema solare può essere calcolata in 46,74 parsec (152,4 al). Avendo una velocità radiale positiva, la stella si sta ulteriormente allontanando dal sistema solare.